# Peter Röger
Peter Röger (* 8. August 1922 in Wiesdorf-Küppersteg, heute zu Leverkusen; † 24. September 1999) war ein deutscher Fußballspieler und -funktionär.

## Erste Schritte und der Weg zur Erstklassigkeit
Peter Röger war ein klassischer Straßenfußballer, der sich mit 14 Jahren zunächst Jahn Küppersteg, dem Heimatverein des langjährigen Rekordnationalspielers Paul Janes, anschloss. Nach wenigen Wochen wechselte er auf die andere Seite des Flusses Dhünn und schloss sich Bayer 04 Leverkusen an. 1940 absolvierte der damals 18-jährige sein erstes Spiel für die Werkself. Im folgenden Jahr wurde er als Soldat für den Zweiten Weltkrieg eingezogen und setzte seine Karriere bei Bayer 04 1945 fort. Schnell wurde er zum Stammspieler und stieg mit der Mannschaft in die II. Division auf. Fortan steuerte die Werkself in Richtung Erstklassigkeit und wurde 1949 Bezirksmeister. Nachdem durch Niederlagen in den entscheidenden Aufstiegsspielen 1948/49 gegen den aus einer Nachkriegsfusion hervorgegangenen 1. FC Köln und später gegen den FC Schalke 04 zwei Möglichkeiten zum Aufstieg in die erstklassige Oberliga West verfehlt wurden, stieg Röger mit Bayer 1951 in die höchste deutsche Spielklasse auf.

## Oberliga West
Der Abwehrspieler stand in den folgenden fünf Jahren bei 115 Oberliga-Spielen für die Schwarzroten auf dem Platz und schoss dabei ein Tor. 1954/55 erreichte Bayer mit dem dritten Tabellenplatz seine beste Oberliga-Platzierung und scheiterte knapp in Bezug auf das Erreichen der Endrunde zur Deutschen Meisterschaft. Nach einem verschossenen Elfmeter gab die Bayer-Elf einen 2:0-Vorsprung im entscheidenden Spiel gegen den SV Sodingen noch aus der Hand. Im folgenden Jahr stieg Röger überraschend mit der Werkself aus der ersten Liga ab und spielte fortan wieder in der II. Division.
Röger habe laut Vereinsangaben inklusive Freundschaftsspiele ca. 500 Mal für die Bayer-Elf auf dem Platz gestanden.

## Karrierefortsetzung in der Bayer-Reserve

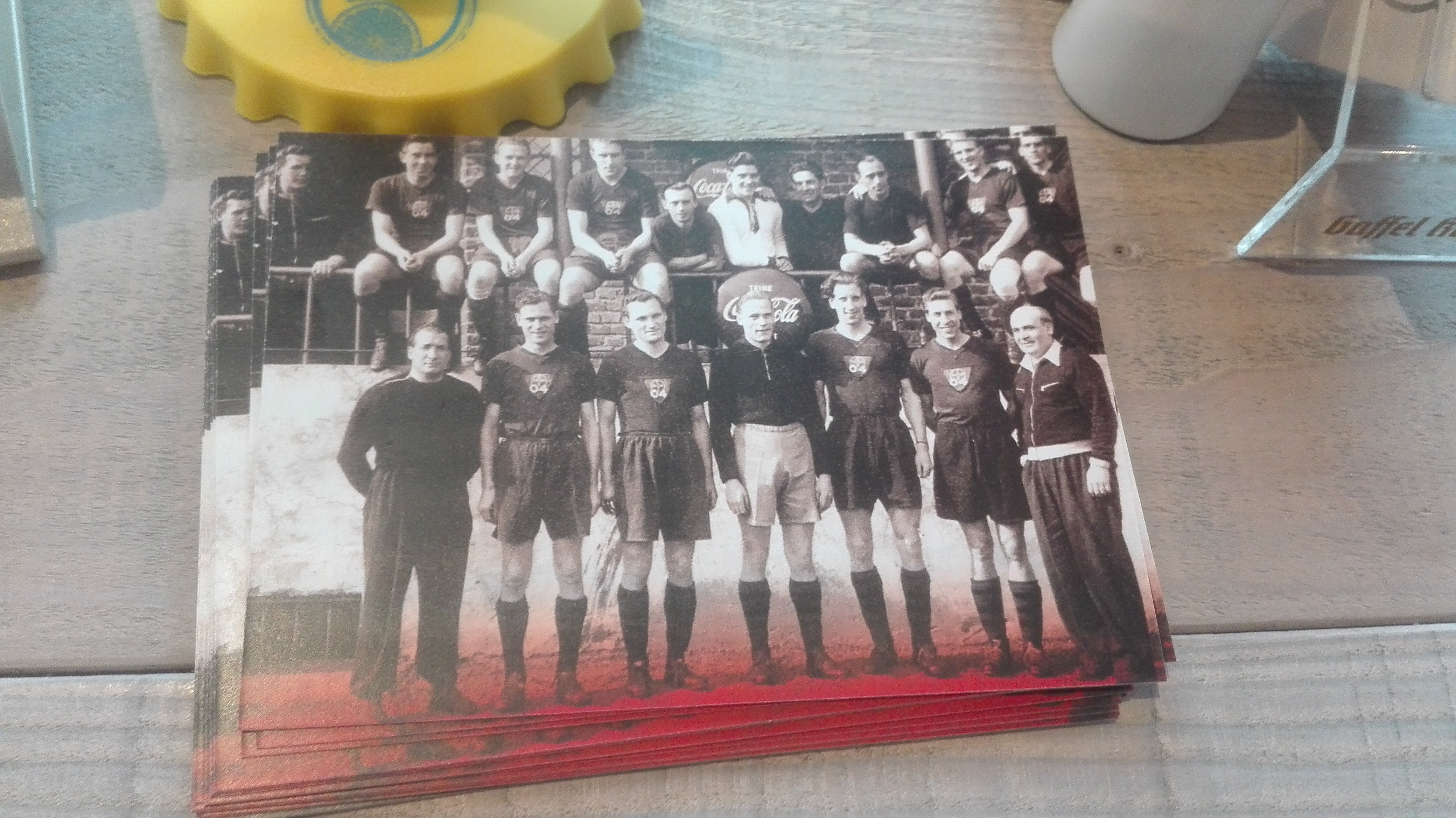
Die Aufstiegsmannschaft von 1951 (Röger steht in der ersten Reihe, als Dritter von rechts)

Mit Hinblick auf das Ende seiner Laufbahn sagte Röger bereits 1954: „Wenn ich einmal abtreten muss, dann sähe ich es gern, von einem jungen Nachwuchsspieler aus unseren Reihen abgelöst zu werden, dem ich dann vielleicht noch manchen Rat aus dem Schatz meiner gesammelten Erfahrungen mit auf den Weg geben kann.“ In diesem Sinne entschied sich Röger dafür, nach dem Ende seiner Profikarriere in der zweiten Mannschaft weiter zu spielen.

## Obmann
Drei Jahre nach Beendigung seiner Profikarriere wurde Röger 1960 zum Obmann der Fußballabteilung gewählt. Bayer schaffte unter seiner Führung zunächst den Wiederaufstieg in die Oberliga West. Nach der Einführung der Bundesliga 1963 war der Verein jedoch wieder zweitklassig. Die Mannschaft fiel auseinander und die Abgänge konnten nicht adäquat ersetzt werden. Dies führte dazu, dass Röger 1964 als Obmann abtreten musste.